# سایوز تی‌ام-۲۹
سایوز-تی‌ام-۲۹ (به روسی: Союз )(به معنای اتحاد) بیست‌ونهمین مأموریت سرنشین دار سازمان ملی فضانوردی روسیه به سمت ایستگاه فضایی میر محسوب می‌شود. در طول این مأموریت ۲ فضاپیمای پشتیبانی پروگرس به ایستگاه متصل شد.

## خدمه مأموریت
| شماره | نام                         | ملیت    | تعداد پرواز | نقش عملیاتی | تصویر |
| ۱     | ویکتور میخائیلوویچ آفاناسیف | روسیه   | ۳           | فرمانده     |       |
| ۲     | ژان-پیر انیره               | فرانسه  | ۲           | مهندس پرواز |       |
| 2     | ایوان بلا                   | اسلواکی | ۱           | محقق فضایی  |       |